# فیل چارنوک
فیل چارنوک (انگلیسی: Phil Charnock؛ زادهٔ ۱۴ فوریهٔ ۱۹۷۵) بازیکن فوتبال اهل بریتانیا است.
از باشگاه‌هایی که در آن بازی کرده‌است می‌توان به باشگاه فوتبال لیورپول، باشگاه فوتبال پورت ویل، باشگاه فوتبال کرو آلکساندرا، باشگاه فوتبال فلیتوود، باشگاه فوتبال بلکپول، باشگاه فوتبال لینفیلد، و باشگاه فوتبال بری اشاره کرد.